# Gävleborgs försvarsområde
Gävleborgs försvarsområde (Fo 21) var ett försvarsområde inom svenska armén som verkade i olika former åren 1942–1997. Försvarsområdesstaben var förlagd i Gävle garnison i Gävle.

## Historia
Gävleborgs försvarsområde bildades den 1 oktober 1942 som Gävle försvarsområde och var direkt underställd militärbefälhavaren för II. militärområdet. Den 9 december 1955 tillkom delar av Sundsvalls försvarsområde, vilket då avvecklades och tillfördes till Härnösands försvarsområde och Gävle försvarsområde. Den 1 oktober 1966 överfördes försvarsområdet från II. militärområdet till IV. militärområdet, vilket samtidigt bytte namn till Östra militärområdet.
Med den nya tillhörigheten i Östra militärområdet byttes beteckningen Fo 21 till Fo 49. Den 1 maj 1970 påbörjades ett organisationsförsök vid Gävle försvarsområdesstab (Fo 49) och Hälsinge regemente (I 14) samt vid Norra Smålands regemente (I 12) och Skånska dragonregementet (P 2). Försöket mynnade ut i att försvarsområdesorganisationen reformerades i den så kallade OLLI-reformen vilken genomfördes inom försvaret åren 1973–1975, där Gävle försvarsområde sammanslogs den 1 juli 1973 med Hälsinge regemente, som samtidigt bytte beteckning till I 14/Fo 49 samt försvarsområdet som antog namnet Gävleborgs försvarsområde.
Den 1 juli 1982 återfördes Gävleborgs försvarsområde till II. militärområdet, som då sedan 1966 hade bytt namn till Nedre Norrlands militärområde. Genom denna omorganisation återtogs samtidigt den ursprungliga beteckningen Fo 21. Den 1 juli 1993 sammanslogs Nedre Norrlands försvarsområde med Övre Norrlands militärområde till Norra militärområdet, vilket medförde att Gävleborgs försvarsområde överfördes till Mellersta militärområdet. Denna gång gjordes dock ingen förändring gällande försvarsområdets beteckning.
Inför försvarsbeslutet 1996 föreslogs en ny försvarsområdesindelningen, vilket innebar att tre försvarsområdesstaber inom Mellersta militärområdet skulle avvecklas senast den 31 december 1997. De tre staber som föreslogs för avveckling återfanns i Gävle, Linköping och Västerås. Gällande Gävleborgs försvarsområde stab i Gävle föreslogs den tillsammans med Kopparbergs försvarsområde med stab i Falun att bilda ett gemensamt försvarsområde. Den 31 december 1997 upplöstes och avvecklades Gävleborgs försvarsområde och uppgick den 1 januari 1998 i Kopparbergs försvarsområde (Fo 53) som samtidigt antog namnet Dalarnas och Gävleborgs försvarsområde (Fo 53). Som stöd till hemvärn och frivilligverksamheten inom före detta Gävleborgs försvarsområde bildades försvarsområdesgruppen Gävleborgsgruppen.

## Förläggningar och övningsplatser
När försvarsområdet bildades förlades staben till Stadshuset på Norra Rådmansgatan 6 i Gävle. Från den 1 oktober 1945 förlades staben till Grand hotell på Kyrkogatan 28B. Den 13 maj 1955 förlades staben till Drottninggatan 26. Från den 1 maj 1970 flyttades staben till stabsbyggnaden "Wall" vid regementet i Kungsbäck. Försvarsområdesstaben hade även viss verksamhet fram till 1970 vid Hattmakargatan 7, vilken då övertogs av Länsarbetsnämnden.

## Förbandschefer
Förbandschefen titulerades försvarsområdesbefälhavare och fick i samband med OLLI-reformen tjänstegraden överste 1. graden.
- 1942–1944: ?
- 1944–1945: Överste Erik Johan Edlund
- 1945–1951: Överste Gerhard Qvennerstedt
- 1952–1957: Överste Fridolf Wijnbladh
- 1957–1970: Överste Sten-Sture Ankarcrona
- 1970–1975: Överste 1. graden Allan Månsson
- 1975–1982: Överste 1. graden Carl-Henrik Gåsste
- 1982–1987: Överste 1. graden Ingmar Arnhall
- 1987–1991: Överste 1. graden Karl-Evert Englund
- 1991–1992: Överste 1. graden Folke Ekstedt
- 1993–1994: Överste 1. graden Hans Berndtson
- 1994–1994: Överstelöjtnant Lars-Erik Ljungkvist [c]
- 1995–1997: Överste Tomas Bornestaf

## Namn, beteckning och förläggningsort
| Gävle försvarsområde      | 1942-10-01 | – | 1973-06-30 |
| Gävleborgs försvarsområde | 1973-07-01 | – | 1997-12-31 |

| Fo 21 | 1942-10-01 | – | 1966-09-30 |
| Fo 49 | 1966-10-01 | – | 1982-06-30 |
| Fo 21 | 1982-07-01 | – | 1997-12-31 |

| Gävle garnison (F) | 1942-10-01 | – | 1997-12-31 |